# Přezletice
Přezletice település Csehországban, a Kelet-prágai járásban. Přezletice Brázdim, Podolanka, Veleň és Prága településekkel határos. Lakosainak száma 2315 fő (2024. január 1.).

## Népesség
A település lakosságának változását az alábbi diagram mutatja:
| Lakosok száma | 419  | 599  | 586  | 685  | 738  | 1248 | 1406 | 1733 | 2247 | 2315 |
|               | 1869 | 1900 | 1921 | 1961 | 1980 | 2011 | 2016 | 2019 | 2021 | 2024 |